# Pietro Tonolo
Pietro Tonolo (Mirano, 30 maggio 1959) è un sassofonista e compositore italiano di musica jazz.

## Biografia
Inizia a suonare jazz professionalmente nel 1976, insieme al fratello Marcello Tonolo, pianista, abbandonando l'attività già intrapresa come violinista classico. In quel periodo si trasferisce a Milano dove collabora con alcuni tra i migliori jazzisti italiani fra cui Franco D’Andrea, Luigi Bonafede, Gianni Cazzola, Larry Nocella, Massimo Urbani.
Da allora si è esibito in jazz club, piazze e teatri e ha partecipato a trasmissioni radiotelevisive in tutta Europa e negli Stati Uniti, sia come leader di propri gruppi che come sideman.
Dall'81 all'86 fa spesso parte del gruppo di Enrico Rava. Fra il 1982 e il 1987, suona con la Gil Evans Orchestra in un tour europeo e allo Sweet Basil di New York, a fianco di musicisti come Steve Lacy, Lew Soloff, Butch Morris e Ray Anderson. Tra il 1986 e il 1990 ha un intenso sodalizio artistico con la pianista romana Rita Marcotulli, in duo o in quartetto con Enzo Pietropaoli e Roberto Gatto. Dal 1999 al 2004 fa parte della Electric Bebop Band di Paul Motian, con la quale incide due album e partecipa a quattro tour internazionali.
Ha collaborato con Kenny Clarke, Roswell Rudd, Sal Nistico, Chet Baker, Lee Konitz, John Surman, George Lewis, Barry Altschul, Giovanni Tommaso, Danilo Rea, Joe Chambers, Flavio Boltro, Aldo Romano, Kenny Wheeler, Tony Oxley, Eliot Zigmund, Steve Swallow, Miroslav Vitous e Henri Texier (con cui ha suonato in Francia, Italia, Messico, Cuba, Egitto, Siria).
Ha lavorato con numerosi gruppi di musica contemporanea, tra cui Ex Novo Ensemble di Claudio Ambrosini, Laboratorio Novamusica di Giovanni Mancuso, Next Time Ensemble di Danilo Grassi e il gruppo milanese Sentieri Selvaggi.
Oltre alle musiche originali dei suoi album, ha composto e arrangiato per la big band Keptorchestra e per il quartetto di sassofoni Arundo Donax.
Vive a Vicenza.

## Discografia

### Come leader
- Quartet, Quintet, Sextet – Splasc(h), 1985
- Un'Altra Galassia – Fonit Cetra, 1987 con Rita Marcotulli
- Flight Charts & Plants – Le Folies Art, 1988
- Slowly – Splasc(h), 1991
- Alliance – Pentaflowers, 1993 con Joe Chambers
- Tresse – Splasc(h), 1993 con Henri Texier e Aldo Romano
- Simbiosi – Splasc(h), 1995
- Tribute to Nino Rota – Nel Jazz, 1995
- Notte di Luna Calante – Jazz Today, 1998
- C'era una Volta - Splasc(h), 1996 con Arundo Donax
- Amigdala – Velut Luna, 1997
- Un Veliero all'Orizzonte – Egea, 1997
- Disguise – Splasc(h), 1997
- Ricercar Scintille – Splasc(h), 1998 con Steve Swallow
- Monologues – Splasc(h), 1998 (solo sax)
- Arundo Donax – BMG, 1999
- Sotto la Luna  – Egea, 1999 con Danilo Rea
- Leoni e Altri Gatti – Velut Luna, 2000
- Luna Park – Egea, 2000
- Portrait of Duke – Label Bleu, 2000 con Gil Goldstein, Steve Swallow, Paul Motian
- Glasswater – Splasc(h), 2001
- Retrò – Egea, 2001
- Autunno – Egea, 2001 con Paolo Birro
- Dancers in Love – Splasc(h), 2002 con Arundo Donax
- Farfalle – Egea, 2002 con Gil Goldstein
- Oltremare – Egea, 2004 con Paul Motian
- Italian Songs – Egea, 2006 con Gil Goldstein, Essiet Essiet, Joe Chambers
- Lennie's Pennies – Blue Serge, 2006
- Your Songs – Obliqsound, 2007 con Gil Goldstein, Steve Swallow, Paul Motian
- Mirando – Egea, 2009 con Gil Goldstein
- The Translators – Parco Della Musica, 2009 con Joe Chambers
- Pietro Tonolo – Gruppo Editoriale Repubblica-l'Espresso, 2010 con Rita Marcotulli
- Corner Brilliance – Alma Records, 2012 con Eliot Zigmund
- Passport – Parco Della Musica, 2012 con Joe Chambers, Jordi Rossy
- Dajaloo – Parco Della Musica, 2012
- Vivaldi, Seasons and Mid-Seasons - Sonig Tchakerian/Tonolo, 2014 Decca
- Somewhere - Parco della Musica Records, con Dario Deidda e Jorge Rossy

### Come sideman
- Guido Manusardi “A Bridge Into The New Generation” – Splasc(h), 1981
- Enrico Rava: “Andanada” – Soul Note, 1983
- Luigi Bonafede “Live in Sanremo & in Pesaro” – Splasc(h), 1985 con Massimo Urbani
- Luca Flores “Where Extremes Meet” – Splasc(h), 1987
- Big Band Keptorchestra “Keptorchestra” – Nord Sound, 1992
- Giovanni Tommaso “Over the Ocean” – Red Records, 1993
- Mario Raja “Ellington” – Splasc(h), 1994
- Big Band Keptorchestra “Sweet Sixteen” – Caligola Records, 1994 con Steve Lacy
- Marcello Tonolo “DAYS” – Caligola, 1995
- Big Band Keptorchestra “Miss Etna” – Caligola, 1996 con Joe Lovano
- Giovanni Tommaso “Strane Stelle Strane” – BMG, 1996
- Marcello Tonolo “Seed Journey” – Caligola, 1998
- Mario Raja “Dodici Storie” – Splasc(h),1998
- Giovanni Tommaso “Third Step” – BMG, 1998
- Francesco Maccianti “Oasi” – Splasc(h), 1998
- Ex novo Ensemble “Ouverture” – Velut Luna, 1999
- Francesco Maccianti “Mosaico” – Philology, 2000
- Paul Motian Electric Bebop Band “Europe” – Winter&Winter, 2001
- Paul Motian Electric Bebop Band “Holiday for Strings – Winter&Winter, 2002